# Krapanj
Krapanj je najniže i najmanje naseljeno jadransko ostrvo. Najviša tačka na ostrvu ne prelazi visinu od 1,25 m. Od kopna je udaljen 300 m, a površinom je manji od 0,5 . Šezdesetih godina 20. veka s više od 1.500 stanovnika bio je najgušće naseljeno ostrvo na Jadranu. Danas na ostrvu živi oko 200 stanovnika. Na ostrvu se neguje vekovna tradicija vađenja sunđera iz morskih dubina (hrv. spužvarstvo), ronjenja i ribarstva.
Središte ostrva čini naselje od uglavnom kamenih kuća, koje tvore splet uskih kamenih uličica, karakteristično za dalmatinsku regiju. Iz te se mreže izdvaja stoljetna borova šuma i samostan Sv. Križa, u čijem muzeju se čuvaju brojni eksponati koji svedoče o životu Krapnja u prošlim vremenima.
U srednjem veku ostrvo Krapanj je pripadao šibenskom Kaptolu, koji ga je 1436. prodao Tomi Juriću, šibenskom plemiću. Iste godine, vlasnik ostrva Toma Jurić, nakon odobrenja pape Eugena IV na ostrvu počinje graditi kapelu. U svojoj oporuci Toma Jurić određuje da Krapanj pripadne franjevcima. Od 1446. na ostrvu se uporedno s crkvom gradi samostan, koji je 1626. Nadograđen, i izgrađen je zdenac u stilu kasne renesanse. U blagovaonici samostana nalazi se slika Poslednja večera slikara Frančesko Santakročea.
Iako se na ostrvo nije smelo doseljavati, kao ni zemljište prodavati ili poklanjati, naseljavanje Krapnja započelo je kao posledica turskih prodora, tj. begom stanovništva na sigurnija područja. Već oko 1500. godine na Krapnju je bilo oko 200 seoskih kuća. Nastanivši se na ostrvu bez izvora pitke vode, pašnjaka i obradive zemlje na kojoj bi bio moguć normalan život, doseljenici su se vrlo brzo počeli okretati moru i preživljavati od mora. Tako je 1704. Grk sa Krita, fra Antun naučio Krapljane loviti sunđere.
1811. godine na ostrvu je otvorena osnovna škola, koja je radila u samostanskoj učionici. Krajem 19. veka (1893) na ostrvo je došla prva teška ronilačka oprema. Iste godine je utemeljena Spužvarska zadruga (zadruga za sakupljanje i obradu sunđera). Od druge polovine 20. veka, na ostrvu su napravljeni veliki infrastrukturni radovi, koji su olakšali život meštana — 1959. Ostrvo je dobilo struju, 1963—1964. dovedena je tekuća voda, a od 1967. do 1972. Krapanj dobija asfalt.

## Stanovništvo
Po popisu iz 1991. godine, Krapanj je imao 2.513 stanovnika. Na popisu 2001. godine, najveći deo naselja Krapanj (deo koji se nalazi na kopnu) izdvojen je u posebno novoformirano naseljeno mesto Brodarica, pa je te godine u naselju Krapanj (ostrvski deo) zabeleženo samo 228 stanovnika.